# Gottfried V. (Isle of Man)

Das Königreich der Inseln um 1200. Rot die Inseln, die unter Gottfrieds Herrschaft geblieben waren, gelb die Inseln, die an Somerled gefallen waren.

Gottfried V. (auch Godred; Guthfrith; Gofraid oder Guðrøðr Óláfsson; † 10. November 1187 auf der St. Patrick’s Isle) war ein König von Man und der Inseln und zeitweilig auch König von Dublin.

## Herkunft
Gottfried entstammte dem ursprünglich skandinavischen Geschlecht der Godfreysons. Er war ein Sohn von König Olaf dem Roten, seine Mutter war vermutlich Affreca, die zweite Frau seines Vaters.

## Machtübernahme im Königreich der Inseln
Als sein Vater sein Reich 1152 vom schottischen König David I. bedroht sah, sandte er Gottfried nach Norwegen. Dort sollte er dem norwegischen König Sigurd die Treue schwören und so das Königreich der Inseln unter seinen Schutz stellen. Während seiner Abwesenheit wurde sein Vater 1153 von drei seiner Neffen ermordet, die anschließend eine Invasion von Galloway versuchten und dabei scheiterten. Daraufhin konnte Gottfried im Herbst 1153 nach Man zurückkehren. Er nahm die Mörder seines Vaters gefangen und ließ sie hinrichten. Dann konnte er die Herrschaft über Man und das Königreich der Inseln übernehmen.

## Konflikt mit Somerled

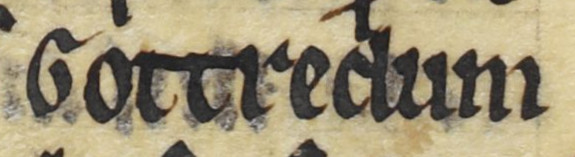
Der Name Gottfrieds in einem mittelalterlichen Manuskript

Mehrere Häuptlinge und Adlige auf Man waren mit Gottfrieds Herrschaft unzufrieden. Sie wandten sich an seinen Schwager Somerled und boten dessen Sohn Dugald die Krone von Man an. Daraufhin kam es zum Krieg, in dem Somerled Gottfried 1156 in offener Schlacht Gottfried 1156 schlagen konnte. Dennoch war Gottfried nicht entscheidend besiegt, so dass es zu Verhandlungen kam. Danach musste Gottfried Somerled die Herrschaft über einen Großteil der westschottischen Inseln, vor allem die Inseln um Mull und Islay überlassen. Er selbst behielt nur die Königswürde, die Herrschaft über Man sowie über die nördlichen Inseln der Hebriden. Möglicherweise wegen des Konflikts mit Somerled hatte Gottfried ein Bündnis mit dem englischen König Heinrich II. gesucht, der ihn ab 1156 mehrmals mit geringen Geldsummen unterstützte. Dennoch erkannte er weiter die Oberherrschaft der norwegischen Könige an. Diese Anerkennung der norwegischen Oberhoheit führte dazu, dass Papst Anastasius IV. 1154 die Diözese Sodor und Man dem norwegischen Erzbischof von Trondheim als Metropolit unterstellte. 1158 verlor Gottfried eine weitere Schlacht gegen Somerled. Er flüchtete nach Schottland, suchte den schottischen König Malcolm IV. in Roxburgh auf und reiste von dort nach Norwegen. Er kehrte offenbar erst 1164 von Norwegen nach Man zurück, vermutlich nachdem Somerled gestorben war.

## Spätere Herrschaft
Während Gottfrieds Abwesenheit hatte sein Halbbruder Ragnvald die Herrschaft auf Man übernommen. Als Gottfried mit Truppen aus Norwegen zurückkehrte, nahm er Ragnvald gefangen und ließ ihn blenden und entmannen. Nach seiner Rückkehr heiratete Gottfried Fingola (auch Phingola), eine Tochter des irischen Häuptlings Mac Lochlainn und Enkelin des irischen Hochkönigs Muirchertach Mac Lochlainn († 1166). Die Ehe wurde im Winter 1176/77 offiziell vom päpstlichen Legaten Kardinal Vivian geschlossen. Durch die Ehe kam Gottfried in den Besitz von Dublin, das jedoch 1170 von den Anglonormannen erobert wurde. Gottfried unterstützte die Iren bei ihren Kampf gegen die anglonormannischen Eroberer, ehe er schließlich die Seiten wechselte und sich mit dem anglonormannischen Baron John de Courcy verbündete, der Ulster erobert hatte. Zur Festigung des Bündnisses heiratete Courcy Affreca, eine Tochter von Gottfried.
In seinen letzten Jahren lebte Gottfried wohl nicht mehr hauptsächlich auf Man, sondern auf einer anderen seiner Inseln, möglicherweise Iona oder Arran. Er gewährte den Mönchen von Holme Cultram Abbey in Cumberland freien Zugang nach Man und Befreiung von Zöllen und Gebühren. Dem Priorat von St Bees in Copeland schenkte er Landbesitz bei Douglas. 1176 stiftete er das Zisterzienserkloster Myroscough im Norden von Man, das aber nur bescheiden ausgestattet wurde. Er wurde erst im Sommer nach seinem Tod in Iona Abbey beigesetzt.

## Nachkommen
Gottfried hatte mit seiner Frau Fingola vermutlich zwei Söhne:
- Olaf der Schwarze († 1237)
- Ivar[7]

Daneben hatte er mehrere uneheliche Kinder. Gottfried hatte versucht, seinen Sohn Olaf als Nachfolger einzusetzen, weil dieser ehelich war. Da dieser aber noch zu jung war, wurde nach Gottfrieds Tod sein unehelicher Sohn Ragnvald sein Erbe.